# スパイクとタイク
『スパイクとタイク』（英語: Spike and Tyke）はメトロ・ゴールドウィン・メイヤー（MGM)が制作したトムとジェリーのスピンオフの短編シリーズである。2つしか作品が制作されておらず、トムとジェリー関連作品のなかでも『トムとジェリーショート』と肩を並べ、最も短命である。